# Britonen

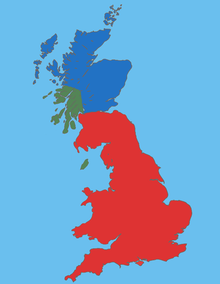
Britannien in der zweiten Hälfte des fünften Jahrhunderts – zwischen dem Rückzug der Römer und der Gründung der angelsächsischen Königreiche.
Hauptsächlich goidelische Gebiete.
Hauptsächlich piktische Gebiete.
Hauptsächlich britannische Gebiete.

Unter Britonen, Britannier oder auch Inselkelten (griech. Prettanoí; lat. Britanni; walis. Prydain; engl. Britons, Brythons), versteht vor allem die keltische Linguistik die keltische Bevölkerung im Süden und Südosten Britanniens, die Britannien von der Eisenzeit bis zum Frühmittelalter dominierte.

## Geschichte
Nach der römischen Eroberung im  Jahre 43 n. Chr. begann eine romano-britannische Kultur zu entstehen. Mit dem Beginn der angelsächsischen Landnahme im 5. Jahrhundert gerieten Kultur und Sprachen der Britonen zunehmend in den Hintergrund. Im 11. Jahrhundert waren die Nachkommen der Britonen in mehrere Gruppen zerfallen: in die Waliser, die Kornen, die Bretonen und die Einwohner von Hen Ogledd.

## Sprache
Die aus der Sprache der Britonen entstandenen britannischen Sprachen gehören zu den keltischen Sprachen. Die Sprache der Britonen entwickelte sich zu den verschiedenen Sprachzweigen des Walisischen, des Kornischen, des Bretonischen und des Kumbrischen. Im Zuge der Romanisierung übernahmen die Britonen auch das lateinische Alphabet.